# Boussens (Haute-Garonne)
Boussens település Franciaországban, Haute-Garonne megyében. Lakosainak száma 1108 fő (2022. január 1.). Boussens Martres-Tolosane, Le Fréchet, Mancioux és Roquefort-sur-Garonne községekkel határos.

## Népesség
A település népességének változása:
| Lakosok száma | 734  | 725  | 833  | 1009 | 1092 | 1106 | 1074 | 1081 | 1054 | 1108 |
|               | 1968 | 1982 | 1999 | 2006 | 2011 | 2015 | 2017 | 2018 | 2020 | 2022 |